# ليث شبيلات
ليث فرحان شبيلات (عمان 28 أكتوبر 1942- 18 ديسمبر 2022) معارض سياسي أردني من التيار الإسلامي، والده فرحان شبيلات من مدينة الطفيلة سفير أردني ومستشار للملك عبد الله الأول، وشقيقه غيث شبيلات لواء متقاعد وعضو في مجلس الأعيان سابقا في مجلس الأمة. دخل ليث شبيلات مجلس النواب مرتين، في الانتخابات التكميلية 1984 والعامة 1989 محققاً أعلى الأصوات في الدائرة الثالثة: دائرة الحيتان.
سُجن خلال دورة 1989 وهو نائب بتهمة في قضية النفير الإسلامي، فسُجن مع النائب يعقوب قرش ثم أفرج عنه الملك الحسين بن طلال شخصياً، سُجن بعد ذلك عدة مرات بتهمة «إطالة اللسان» وأفرج عنه بعفو ملكي. حصل مرتين على منصب نقيب المهندسين بالانتخاب، إحداهما وهو في السجن، ترأس لاحقاً جمعية مكافحة العنصرية والصهيونية.

## حياته
ولد الشبيلات في عمان يوم 28 أكتوبر 1942 لوالده ابن الطفيلة فرحان الشبيلات وزوجته فريدة القطب، وهو ثالث ستة من الولد، بدأ دراسته الابتدائية في الكلية الأهلية في بيروت حيث كان والده سفيراً للأردن في عهد بشارة الخوري ورياض الصلح ثم انتقل إلى الكلية الإسلامية في عمان لسنة واحدة وكلية Terra Sancta حتى عم 1956، عاد بعدها إلى بيروت ملتحقاً بالكلية العامة فيها وتخرّج عام 1959، ثم التحق بكلية الهندسة في الجامعة الأمريكية في بيروت وتخرّج عام 1964، حصل بعدها على درجة الماجستير في هندسة الإنشاءات من جامعة جورج واشنطن عام 1968.
كان متوفق دراسيًا وله نشاط اجتماعي ورياضي، شارك وأخرج ومثّل في أكثر من مسرحية، وكان له الدور الرئيسي في المسرحية السنوية لمجلس طلبة كلية الهندسة بعنوان The Shooting of Cleopatra عام 1964، في ذات الوقت كان يقود فريق الكلية لكرة القدم ويشارك في مباريات كرة السلة والركض والتجديف.
عمل في تونس أول ما تخرج حيث كان والده سفيراً وانتقل معه إلى واشنطن عندما نُقل سفيراً إليها عام 1965، لم تعجبه الحياة في أمريكا ووجد وظيفة في شركة استشارية أمريكية تعمل في روما حيث أمضى سنة ونصف من حياته المنطلقة وقتئذ. بدأت رحلة مراجعة النفس والإلتزام في روما، تغيّر على إثرها محيطه والمجتمع الذي يخالطه طيلة خمسة عشر عاماً، لم يكن ذو توجهات سياسية في بداياته، بل كان تركيزه على النشاط الاجتماعي الثقافي الذي يبرز الإسلام كأداة نفع عام للمجتمع الإنساني بجميع شرائحه.

## نشاطه
في العام 1978 رشّح نفسه لمنصب نقيب المهندسين الأردنيين كإسلامي لكنه لم ينجح، فأعاد الكرّة في عام 1982 فنجح، وكان أول نقيب إسلامي يصل إلى إحدى أهم النقابات المهنية. وهذا ما دفعه نحو عالم السياسة. يخوض مواجهاته السياسية من داخل الأردن كمعارض أردني وطني.
في بداية عام 2011، قام الناشط السياسي بإطلاق تصريحات نارية ضد الحكومة الأردنية مطالبة فيها بإصلاحات شاملة تصل «مؤسسة العرش»، واعتبر أن الأردن ينزف بسبب الديوان الملكي، ودعا إلى إصلاحات تحقق قيام ملكية دستورية عبر تقليص سلطات وصلاحيات الملك. وكان المهندس شبيلات قد أرسل رسالة قوامها 9000 كلمة إلى ملك الأردن محذراً فيها من تردي الأوضاع، ومطالبة بالإصلاحات.

## التحركات ضد ليث شبيلات
في 25 أكتوبر 2009 قام أشخاص مجهولون بالاعتداء على ليث شبيلات في الطريق على خلفية محاضرة ألقاها قبل أيام في رابطة الكتاب الأردنيين انتقد فها الأوضاع السياسية بالبلاد وقد أُصيب بإصابات طفيفة تم على إثرها نقله للمستشفى. وقد أمر ملك الأردن بتوفير حماية مسلحة لشبيلات، وفق ما أعلنه مدير الأمن العام الأردني الفريق حسين المجالي.

## الوفاة
توفي يوم الأحد 18 ديسمبر 2022، إثر نوبة قلبية، في منزله بالعاصمة عمان.